# Tony Smith

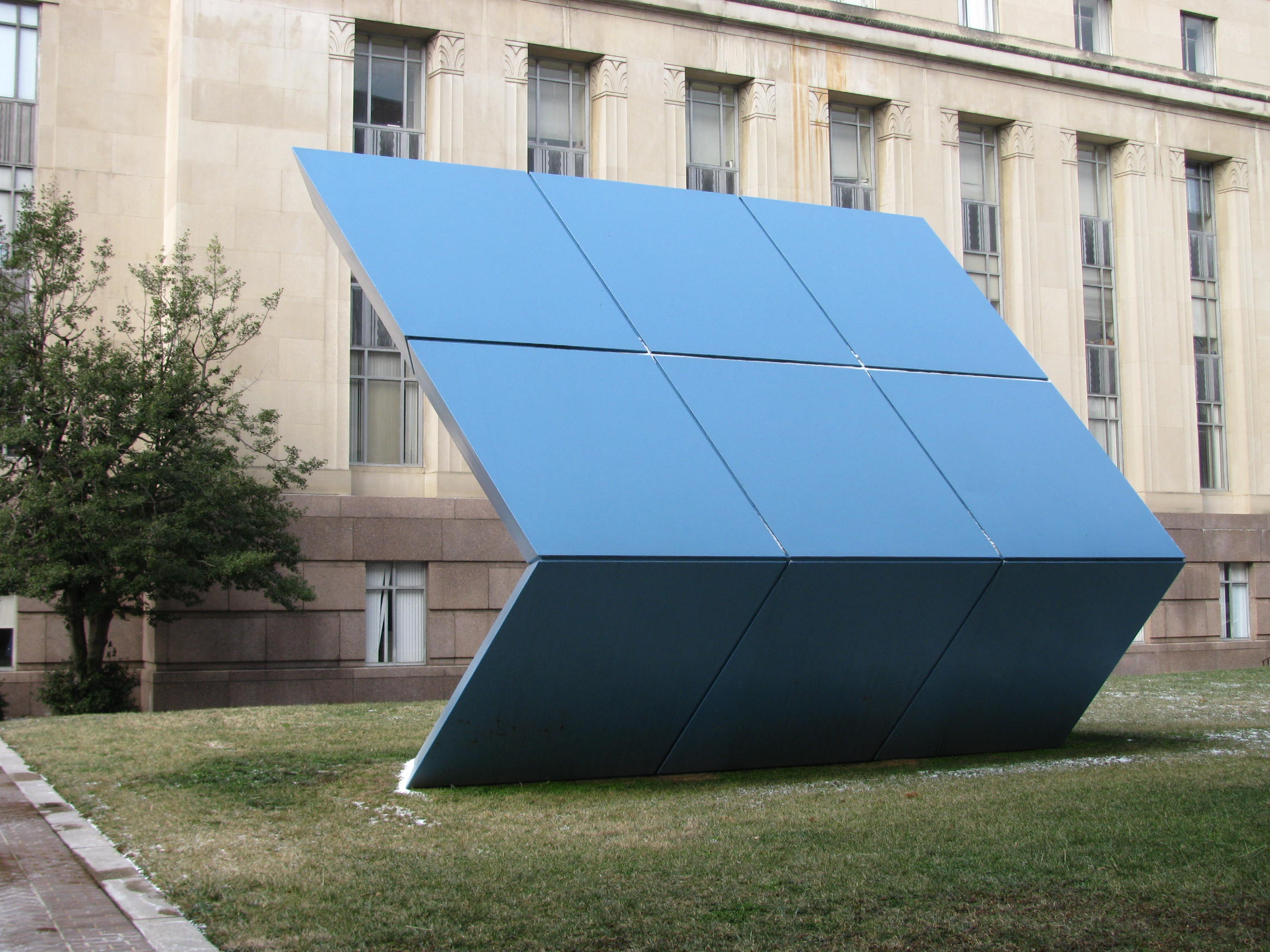
She Who Must Be Obeyed i Washington D.C.

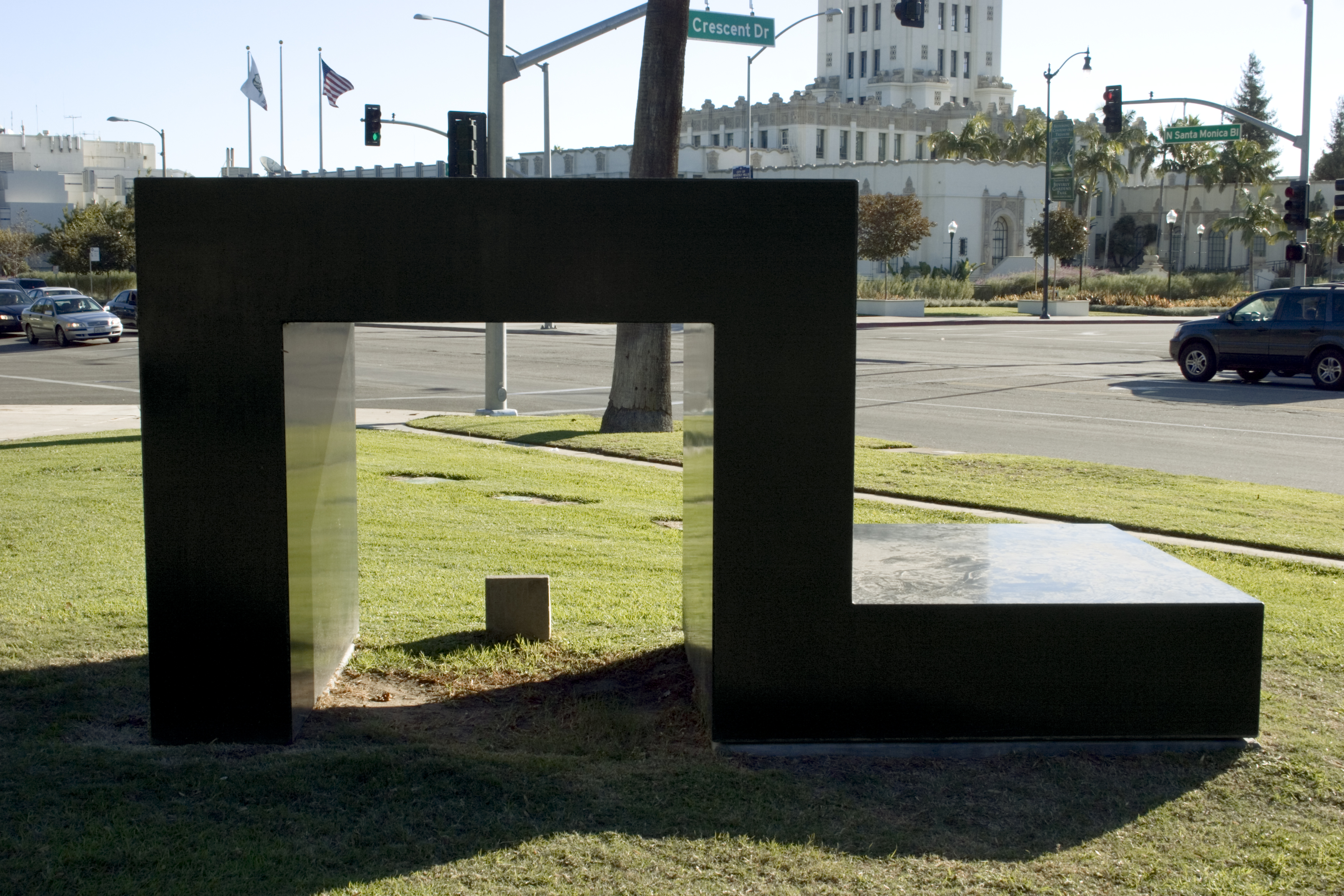
Playground i Beverly Hills, Los Angeles.

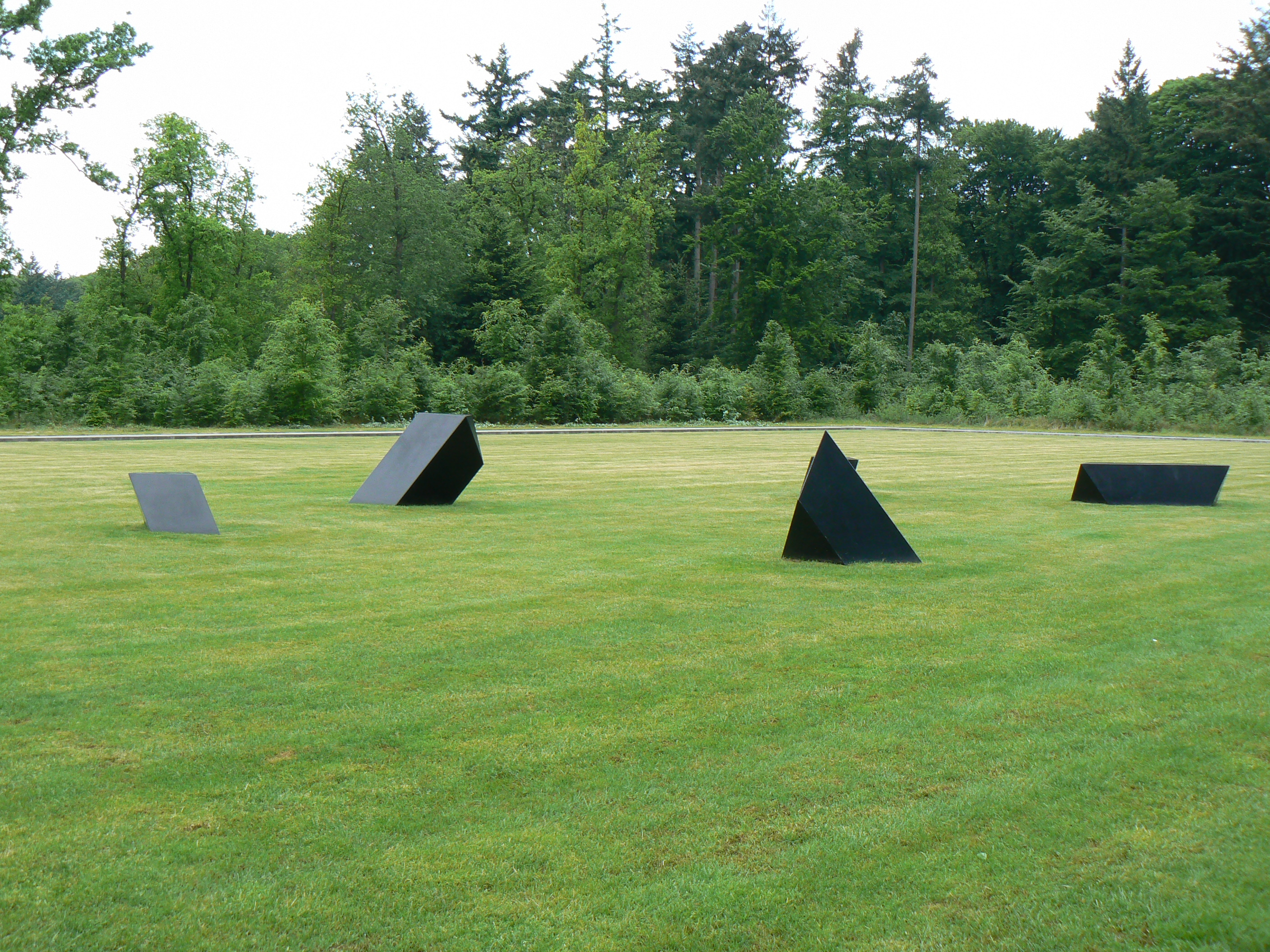
Wandering Rocks (1967–1970), Kröller-Müllermuseets skulpturpark i Otterlo i Nederländerna.

Tony Smith, född 23 september 1912 i South Orange, New Jersey, död 26 december 1980 i New York, var en amerikansk skulptör.
Tony Smith var en av pionjärerna inom minimalismen. Han var far till installationskonstnären och kroppskonstartisten Kiki Smith.
Tony Smith utbildade sig i måleri i New York och i arkitektur vid New Bauhaus i Chicago, där han också under  några år var assistent till Frank Lloyd Wright. Han började omkring 1962 göra monumentala skulpturer. Dessförinnan var han känd som en visionär arkitekt. Också andra samtida konstnärer som Carl Andre, Barnett Newman och Frank Stella gjorde monumentala och platsspecifika och platstillverkade utomhusskulpturer vid denna tid.
År 1968 deltog Tony Smith i skulpturavdelningen vid 4. documenta i Kassel i Tyskland.
Tony Smith började som en av de första amerikanska skulptörerna den utveckling mot reduktion, vilket ledde till att begreppet minimalism myntades för en sådan konststil. Hans skulpturer är enkla kombinationer av geometriska former, vilka associerar till arkaiska strukturer.

## Offentliga verk i urval
- Light Up, 1971, utanför Seagram Building i New York
- Light up, utanför Hillman Building på University of Pittsburg
- Marriage, stål, gjord 1961, rest 1994, Akerhus fästning i Oslo[10] (59°54.597′N 010°45.135′Ö / 59.909950°N 10.752250°Ö)
- She who must be obeyed, stål, utanför Department of Labor, Washington D.C.
- Playground, stål, Beverly Hills Garden, Kalifornien